# Anish Kapoor
Anish Kapoor (en hindi अनीश कपूर, en panjabi ਅਨੀਸ਼ ਕਪੂਰ; Bombai, 1955)(la taula esta malment)és un escultor indi-britànic nascut a l'Índia. Ha viscut i treballat a Londres des que es va mudar a aquesta ciutat per estudiar art a principis de la dècada de 1970, primer al Hornsey College of Art i després a la Chelsea School of Art Design. És un dels escultors més influents de l'època, creant escultures abstractes amb diferents materials com guix, fibra de vidre, pigments, pedra i acer inoxidable.   
Kapoor veu el seu treball com a «encarnacions de mitologies» referint-se a la manera en què són construïdes. 

## Biografia
De pare hindú i mare jueva, Anish Kapoor va tenir una educació hindu-jueva. Es va educar els primers anys a l'Índia, a la Doon School. Més tard va mudar-se a Gran Bretanya i assistí al Hornsey College of Art i al Chelsea School of Art & Design. De 1971 a 1973 es va mudar a Israel amb un dels seus germans. Va començar a estudiar Enginyeria mecànica, però va decidir abandonar la carrera després de 6 mesos i estudiar art.
A finals dels anys 80 i a principi dels 90, Kapoor va començar a ser aclamat per les seves exploracions en matèria i no matèria. Va evocar el buit en obres escultòriques i en ambicioses instal·lacions. La majoria de les seves escultores semblen retrocedir en la distància, desaparèixer en el sòl o distorsionar l'espai al seu al voltant. Des de llavors ha anat guanyat reconeixement internacional, exposant a tot el món; a la Tate Britain, la Hayward Gallery de Londres, el Deutsche Guggenheim de Berlín, el Museu Reina Sofia de Madrid, el MAK de Viena, el ICA de Boston, el Kunsthalle de Basilea o el MUAC de Mèxic entre d'altres. El 2002 va treballar amb Cecil Balmond per crear l'escultura Marsyas i el va ajudar a refinar les seves «idees aestètiques», transmetent-li coneixement sobre tècniques de construcció o resistència de materials, entre altres aspectes tècnics.

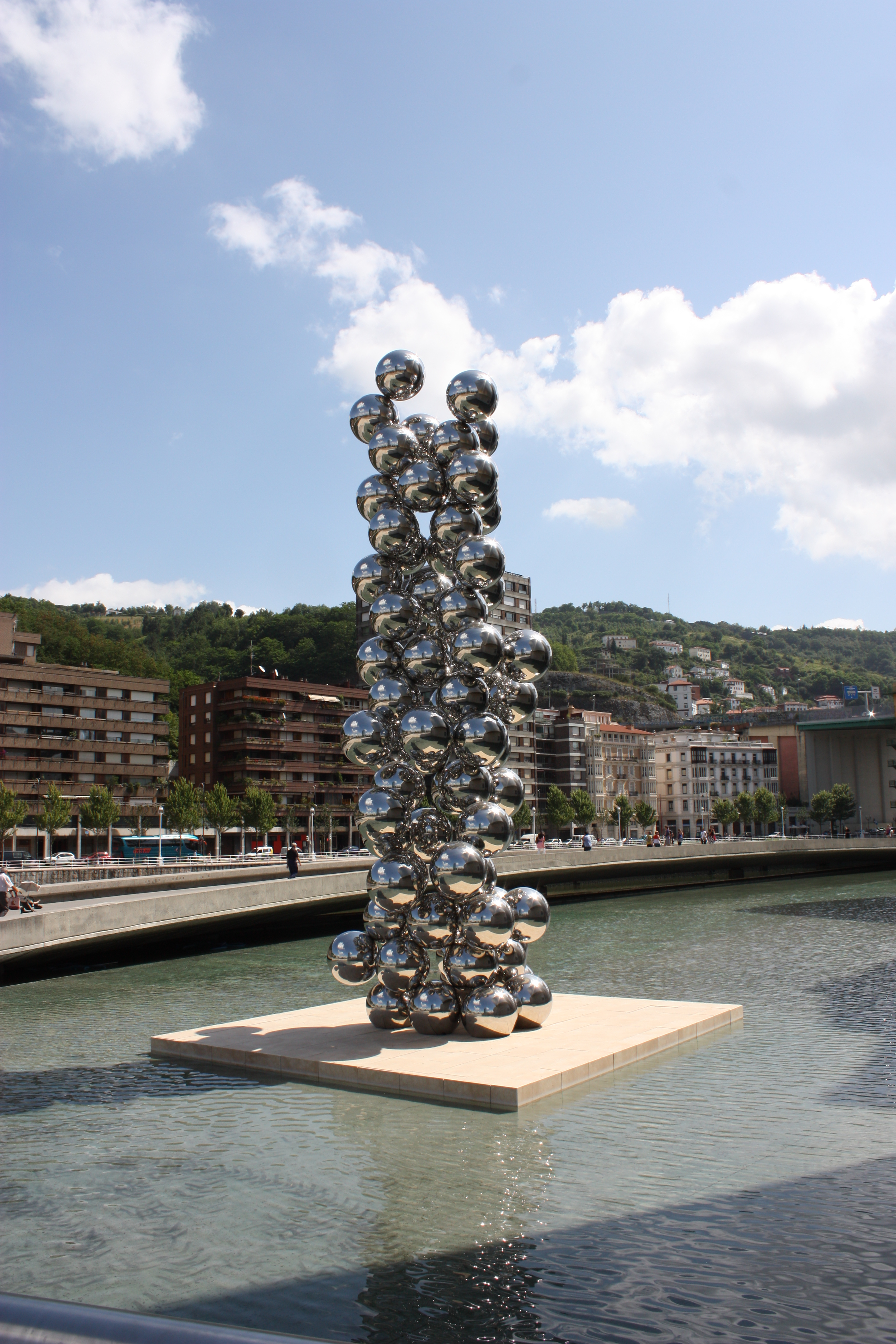
Tall Tree and the Eye, Museu Guggenheim, Bilbao

Començat el segle XXI, Kapoor es va interessar per l'arquitectura, que va conduir-lo a que les seves obres creixessin en grandària i fossin cada vegada més ambicioses. Dins d'aquesta sèrie de grans instal·lacions estan incloses: Marsia per al Saló de la turbina, que l'enginyer Cecil Balmond el va ajudar a instal·lar a la Tate Modern de Londres, així com la Cloud Gate, en el Millenium Park de Chicago. 
El 2009, es va demanar a Anish Kapoor, Carsten Höller i Giuseppe Penone la creació de tres obres permanents, en harmonia amb la llum i els colors, pel parc nacional de Pollino, el més gran d'Itàlia, situat a Basilicata, per la primera edició del projecte "ArtePollino-Another South". L'obra de Kapoor Cinema di Terra, a la zona de banys termals de Latrònic, fou una escultura de 45 metres de llarg, 3 de profunditat i 7 d'ample, en un paisatge de formigó i terra. La gent pot entrar per tots dos costats i caminar per ella fins a arribar a una petita plaça a l'interior des d'on es pot veure el paisatge.
Va dissenyar la torre més alta del Regne Unit el 2012, el mirador ArcelorMittal Orbit, al Parc Olímpic de Londres.

## Exposicions

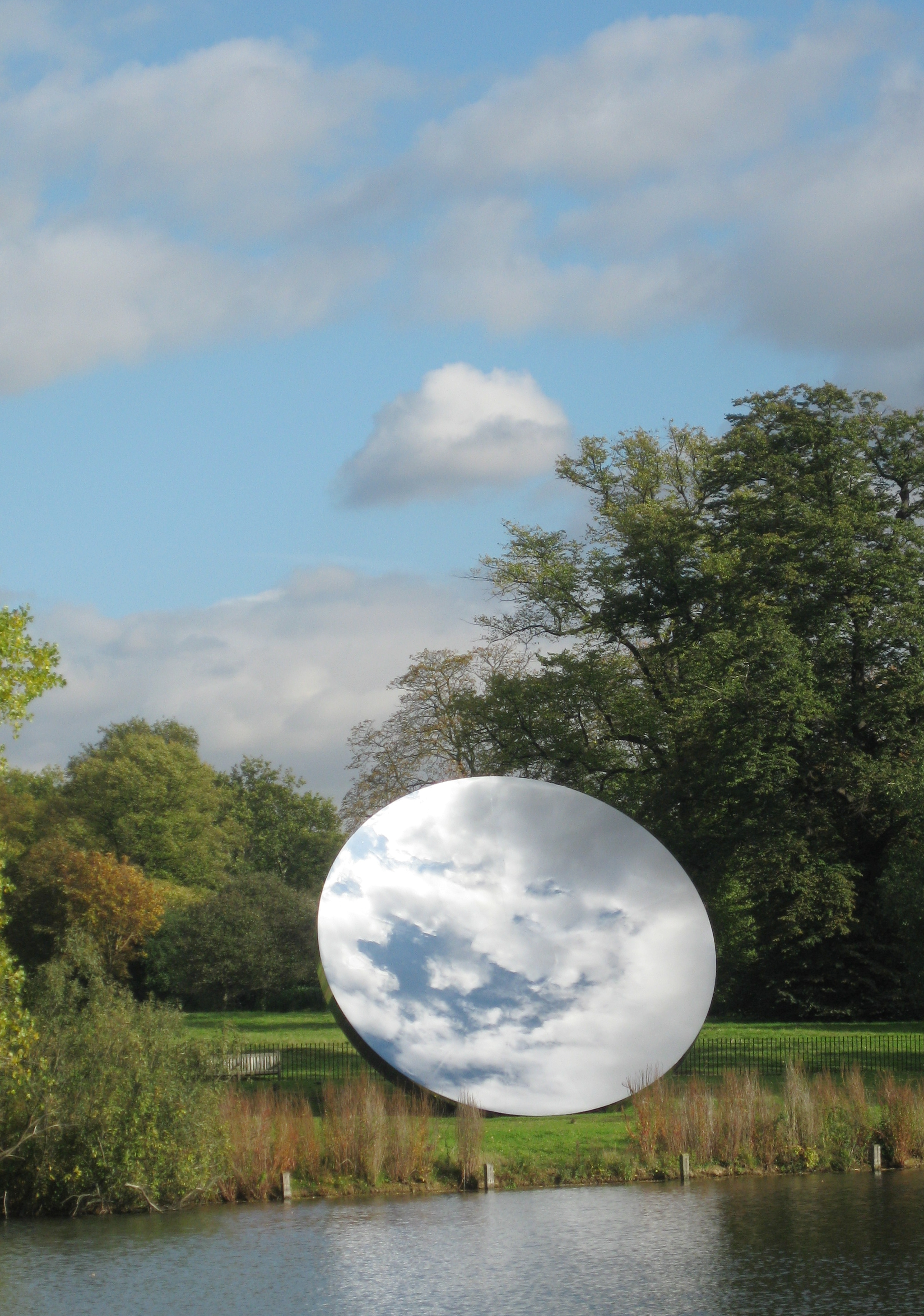
Sky Mirror, als jardins Kensigton

Kapoor va començar exhibint les seves obres com a part de l'escena d'art de la nova escultura britànica New British Sculpture, amb els seus companys escultors Tony Cragg i Richard Deacon. La seva primera exposició individual va ser a Patrice Alexandra, París, el 1980. El 1992 Kapoor va contribuir a l'exposició d'art modern documenta IX amb l'obra Building Descent into Limb. El 1990 va representar a la Gran Bretanya en la Biennal de Venècia, fet que li va atorgar un gran reconeixement. El 2004, va participar en la 5 Biennale de Gwangju a Gwangju, Corea. Va ser el primer artista que es va encarregar d'exposar a la Royal Academy of Arts, a Londres l'any 2009; el programa va atreure a 275.000 visitants. Aquesta mostra va viatjar després al Museu Guggenheim de Bilbao. El 2010, l'exhibició retrospectiva de Kapoor es va celebrar en la Galeria Nacional d'Art Modern (GNAM) a Nova Delhi i l'Estudi Mehboob de Bombai, la primera mostra del seu treball al seu país de naixement. El 2011, Kapoor va fer una exposició itinerant en solitari amb el Consell de les Arts, que forma part de la seva sèrie d'espectacles "Flashback"; al maig va exposar Leviatan en el Grand Palais, i dos espectacles simultanis a Milà, en el Rotonda Besana i la Fabbrica del Vapore. També va exposar en el Museu d'Art Contemporani de Sydney (MCA) de desembre de 2012 fins a l'abril de 2013 com a part de la sèrie de l'art Sydney International. la seva escultura Dirty Corner, exhibida en el Palau de Versailles el 2015, va provocar una gran controvèrsia a causa de la seva «descaradament sexual» naturalesa. El propi Kapoor va descriure l'obra com «la vagina d'una reina que està prenent el poder».